# Stazione di Nasisi
Stazione di Nasisi vasútállomás Olaszországban, Puglia régióban, Taranto településen.

## Vasútvonalak
Az állomást az alábbi vasútvonalak érintik:
- Potenza-Brindisi-vasútvonal

## Kapcsolódó állomások
A vasútállomáshoz az alábbi állomások vannak a legközelebb: 
- Stazione di Monteiasi-Montemesola
- Stazione di Taranto